# They Liked You Better When You Were Dead
They Liked You Better When You Were Dead es el primer EP de la banda británica de post-hardcore Fightstar siendo lanzado el 28 de febrero de 2005 a través de Sandwich Leg Records. El lanzamiento fue un éxito de crítica, a pesar de las expectativas iniciales de los críticos sobre la banda. Se ha dicho que el EP ayudó a "presentar a Fightstar como un rival británico en la escena del rock alternativo de la Costa Este". Alex Westaway, guitarrista principal y coletrista de la banda, diseñó la portada del libreto, inspirándose en Edward Norton, ya que el disco se inspiró en el autor Chuck Palahniuk y la adaptación cinematográfica de Fight Club.
La versión británica contenía cinco canciones (incluida una sexta pista oculta), lo que significa que el EP no pudo entrar en la lista de sencillos del Reino Unido. Sin embargo, el lanzamiento tuvo la suficiente popularidad como para justificar una reimpresión el 23 de marzo de 2005. El videoclip de "Palahniuk's Laughter" tuvo una gran rotación en los canales de música y permaneció durante muchas semanas en las listas gracias a las peticiones de vídeo y radio. El EP se lanzó en abril de 2006 en Norteamérica a través de Deep Elm Records como un miniálbum extendido.

## Lista de canciones
Todas las canciones escritas y compuestas por Fightstar. 
| EP    |                            |          |  |
| N.º   | Título                     | Duración |  |
| 1.    | «Palahniuk's Laughter»     | 4:10     |  |
| 2.    | «Speak Up»                 | 3:27     |  |
| 3.    | «Mono»                     | 6:26     |  |
| 4.    | «Lost Like Tears In Rain»  | 4:07     |  |
| 5.    | «Amethyst»                 | 4:20     |  |
| 6.    | «Hazy Eyes» (pista oculta) | 3:10     |  |
| 25:39 |                            |          |  |

| Mini-LP |                           |          |  |
| N.º     | Título                    | Duración |  |
| 1.      | «Paint Your Target»       | 3:18     |  |
| 2.      | «Palahniuk's Laughter»    | 4:10     |  |
| 3.      | «Amethyst»                | 4:20     |  |
| 4.      | «Lost Like Tears in Rain» | 4:06     |  |
| 5.      | «Speak Up»                | 3:27     |  |
| 6.      | «Until Then»              | 4:40     |  |
| 7.      | «Cross Out the Stars»     | 5:02     |  |
| 8.      | «Hazy Eyes»               | 3:10     |  |
| 9.      | «Mono»                    | 6:22     |  |

## Personal
Fightstar
- Charlie Simpson — voz, guitarra rítmica, letras
- Alex Westaway — voz, guitarra, ilustraciones, letras
- Dan Haigh — bajo, diseño
- Omar Abidi — batería, percusión